# Nicolás Watson
Nicolás Ezequiel Watson (Córdoba, Argentina; 22 de mayo de 1998) es un futbolista argentino. Juega de centrocampista y su equipo actual es el  Club Atlético San Martín de San Juan de la Primera División de Argentina.

## Trayectoria
Watson entró a las inferiores del Instituto de Córdoba en 2010, y fue promovido al primer equipo en 2019. Debutó en la B Nacional el 16 de febrero ante Ferro Carril Oeste.
En 2022 fue cedido al Sport Recife de Brasil, donde jugó media temporada.
Dejó Instituto a finales de la temporada 2023, y firmó en el CA Chacarita Juniors de la Primera B Nacional.

## Estadísticas
Actualizado al último partido disputado el 23 de junio de 2023.
| Club                          | Div.          | Temporada     | Liga  | Liga  | Liga estatal | Liga estatal | Copas nacionales | Copas nacionales | Copas internacionales | Copas internacionales | Total | Total |
| Club                          | Div.          | Temporada     | Part. | Goles | Part.        | Goles        | Part.            | Goles            | Part.                 | Goles                 | Part. | Goles |
| ----------------------------- | ------------- | ------------- | ----- | ----- | ------------ | ------------ | ---------------- | ---------------- | --------------------- | --------------------- | ----- | ----- |
| Instituto (Córdoba) Argentina | 2.ª           | 2018-19       | 9     | 0     | —            | —            | —                | —                | —                     | —                     | 9     | 0     |
| Instituto (Córdoba) Argentina | 2.ª           | 2019-20       | 7     | 0     | —            | —            | —                | —                | —                     | —                     | 7     | 0     |
| Instituto (Córdoba) Argentina | 2.ª           | 2020-21       | 3     | 0     | —            | —            | 0                | 0                | —                     | —                     | 3     | 0     |
| Instituto (Córdoba) Argentina | 2.ª           | 2021          | 30    | 0     | —            | —            | —                | —                | —                     | —                     | 30    | 0     |
| Instituto (Córdoba) Argentina | 2.ª           | 2022          | 16    | 0     | —            | —            | —                | —                | —                     | —                     | 16    | 0     |
| Instituto (Córdoba) Argentina | 1.ª           | 2023          | 6     | 0     | —            | —            | 0                | 0                | —                     | —                     | 6     | 0     |
| Instituto (Córdoba) Argentina | Total club    | Total club    | 71    | 0     | 0            | 0            | 0                | 0                | 0                     | 0                     | 71    | 0     |
| Sport Recife · Brasil         | 2.ª           | 2022          | 0     | 0     | 3            | 0            | 0                | 0                | —                     | —                     | 3     | 0     |
| Sport Recife · Brasil         | Total club    | Total club    | 0     | 0     | 3            | 0            | 0                | 0                | 0                     | 0                     | 3     | 0     |
| Total carrera                 | Total carrera | Total carrera | 71    | 0     | 3            | 0            | 0                | 0                | 0                     | 0                     | 74    | 0     |

## Vida personal
Es hijo de Sergio Watson, exfutbolista, y su hermano Franco también es futbolista.
En marzo de 2023, Watson sufrió la pérdida de uno de hijos gemelos recién nacidos.